# Distribució binomial de Poisson
En teoria de la probabilitat i estadística, la distribució binomial de Poisson és la distribució de probabilitat discreta d'una suma d'assajos de Bernoulli estadísticament independents que no estan distribuïts necessàriament de manera idèntica. El concepte rep el nom del matemàtic i físic francès Siméon Denis Poisson.
En altres paraules, és la distribució de probabilitat del nombre d'èxits en una següència d'n assajos independents amb probabilitats d'èxit {\displaystyle p_{1},p_{2},\dots ,p_{n}}. La distribució binomial és un cas especial de distribució binomial de Poisson, en què totes les probabilitats d'èxit són iguals, és a dir {\displaystyle p_{1}=p_{2}=\cdots =p_{n}}.

## Mitjana i variància
Com que la variable distribuïda binomial de Poisson és una suma de n variables distribuïdes independents de Bernoulli, la seva mitjana i variància són simplement les sumes de les mitjanes i les variàncies de n distribucions de Bernoulli:
{\displaystyle \mu =\sum \limits _{i=1}^{n}p_{i}}
{\displaystyle \sigma ^{2}=\sum \limits _{i=1}^{n}(1-p_{i})p_{i}}
Per valors fixats de la mitjana ({\displaystyle \mu }) i la mida de la mostra (n), la variància és màxima quan totes les probabilitats d'èxit són iguals i es té una distribució binomial. Quan la mitjana està fixada, la variància està fitada per dalt per la variància de la distribució de Poisson amb la mateixa mitjana que s'obté asimptòticament a mesura que n tendeix a infinit.

## Funció de massa de probabilitat
La probabilita de tenir k assajos exitosos d'un total de n, es pot escriure com la suma:

{\displaystyle \Pr(K=k)=\sum \limits _{A\in F_{k}}\prod \limits _{i\in A}p_{i}\prod \limits _{j\in A^{c}}(1-p_{j})}
on {\displaystyle F_{k}} és el conjunt de tots els subconjunts de k enters que es poden seleccionar de {1,2,3,...,n}. Per exemple, si n = 3 i k = 2, llavors {\displaystyle F_{2}=\left\{\{1,2\},\{1,3\},\{2,3\}\right\}}. {\displaystyle A^{c}} és el complement de {\displaystyle A}, és a dir {\displaystyle A^{c}=\{1,2,3,\dots ,n\}\setminus A}.
{\displaystyle F_{k}} contindrà {\displaystyle n!/((n-k)!k!)} elements, la suma sobre el qual no és factible de calcular a la pràctica llevat que el nombre d'assajos n sigui petit (per exemple si n = 30, {\displaystyle F_{15}} conté uns 1020 elements). Tanmateix, hi ha altres maneres més eficients de calcular {\displaystyle \Pr(K=k)}.
Sempre que cap de les probabilitats d'èxit sigui igual a u, es pot calcular la probabilitat de k assajos exitosos usant la fórmula recursiva:

{\displaystyle \Pr(K=k)={\begin{cases}\prod \limits _{i=1}^{n}(1-p_{i})&k=0\\{\frac {1}{k}}\sum \limits _{i=1}^{k}(-1)^{i-1}\Pr(K=k-i)T(i)&k>0\\\end{cases}}}
on:
{\displaystyle T(i)=\sum \limits _{j=1}^{n}\left({\frac {p_{j}}{1-p_{j}}}\right)^{i}.}
La fórmula recursiva no és numèricament estable, i s'hauria d'evitar si {\displaystyle n} és més gran que aproximadament 20. Una altra mètode és usant la transformada discreta de Fourier:
.
{\displaystyle \Pr(K=k)={\frac {1}{n+1}}\sum \limits _{l=0}^{n}C^{-lk}\prod \limits _{m=1}^{n}\left(1+(C^{l}-1)p_{m}\right)}
on {\displaystyle C=\exp \left({\frac {2i\pi }{n+1}}\right)} and {\displaystyle i={\sqrt {-1}}}.
Altres mètodes que es poden usar estan descrits a:

## Entropia
No hi ha cap fórmula per l'entropia de la distribució binomial de Poisson, però l'entropia està fitada superiorment per l'entropia d'una distribució binomial amb el mateix paràmetre n i la mateixa mitjana. Per tant, l'entropia també està fitada superiorment per una distribució de Poisson amb la mateixa mitjana.
La conjectura de Shepp–Olkin, proposada per Lawrence Shepp i Ingram Olkin l'any 1981, exposa que l'entropia d'una distribució binomial de Poisson és una funció còncava de les probabilitats d'èxit{\displaystyle p_{1},p_{2},\dots ,p_{n}}. This conjecture was proved by Erwan Hillion and Oliver Johnson in 2015.